# Lazare Carnot
Lazare Nicolas Marguerite Carnot (Nolay, 13 maggio 1753 – Magdeburgo, 2 agosto 1823) è stato un generale, matematico, fisico e politico francese.
Membro della Convenzione Nazionale e del Direttorio durante la Rivoluzione francese, svolse un ruolo politico di grande rilievo prima nel Comitato di salute pubblica e poi nel Direttorio soprattutto nell'ambito degli affari militari della Prima Repubblica e venne soprannominato l'"Organizzatore della vittoria" per il suo ruolo decisivo nella costituzione delle armate rivoluzionarie e nella direzione delle operazioni belliche durante le guerre rivoluzionarie francesi. Inizialmente giacobino, alla crisi del 9 Termidoro anno II si oppose a Maximilien Robespierre e fu il principale animatore all'interno del Comitato di salute pubblica della resistenza contro il suo capo.
Pur assumendo posizioni politiche più moderate nel periodo termidoriano e durante il Direttorio, eletto in quota centrista (termidoriani) rimase sempre fedele all'ideale repubblicano (sebbene costretto alle dimissioni da Barras, troppo "reazionario" per Carnot, nel 1797 con l'accusa di essere "realista", a causa dell'adesione al Club di Clichy) e rimase in disparte durante il Consolato e l'Impero di Napoleone Bonaparte. È conosciuto anche come "il grande Carnot". Durante la Restaurazione francese subì l'esilio dal 1816 per aver votato la condanna a morte di Luigi XVI. Morì in esilio nel 1823.
Padre del fisico Nicolas Léonard Sadi Carnot e del politico Lazare Hippolyte Carnot, nonché nonno del futuro Presidente Marie François Sadi Carnot e del chimico Marie Adolphe Carnot, è principalmente ricordato per aver formulato e dimostrato il cosiddetto Teorema del coseno della trigonometria.
È sepolto al Panthéon di Parigi dopo che il corpo vi fu solennemente traslato nel 1889 sotto la Terza Repubblica francese.

## Biografia
Lazare Carnot nacque il 13 maggio 1753 a Nolay, nella regione della Borgogna (Côte-d'Or), in una famiglia appartenente alla borghesia. Suo padre, Claude Carnot, era avvocato, e sua madre, Marguerite Pothier, contribuì a formare un ambiente familiare stimolante. Lazare aveva due fratelli, Joseph, il maggiore, e Claude-Marie, il minore, entrambi destinati a intraprendere la carriera politica.
Nel 1773, Carnot completò i suoi studi presso l'Accademia Militare di Mézières, dove ebbe il privilegio di essere allievo di Gaspard Monge, figura di spicco della matematica. Durante questo periodo incontrò anche Benjamin Franklin, lasciandosi ispirare dalle sue idee innovative. Solo cinque anni più tardi, nel 1778, Carnot partecipò a un concorso scrivendo l'Essai sur les machines en général, un'opera che rielaborò nel 1781 e pubblicò nel 1783, trattando temi di meccanica e ingegneria. Nello stesso anno, ottenne la promozione a capitano e, nel 1784, quella a generale.
Nel 1787 Carnot fu accolto come membro dell'Accademia di Digione, un riconoscimento delle sue capacità intellettuali. Successivamente, nel 1791, entrò nella Nuova Assemblea Legislativa, occupandosi principalmente della sezione sull'istruzione pubblica, dove iniziò a proporre riforme per l'esercito. L'anno successivo, nel 1792, fu eletto alla Convenzione Nazionale e inviato sui Pirenei per organizzare la difesa contro la Spagna. Durante questo periodo, Carnot sottolineò l'urgenza di un esercito addestrato e di una ristrutturazione economica per garantire la vittoria militare.
Nel 1793, Carnot propose una nuova Costituzione che poneva l'accento sull'educazione militare e sui diritti e doveri del cittadino. Alcuni articoli della proposta chiarivano il suo pensiero: "Ogni cittadino nasce soldato" (Art. VII) e "La società ha il diritto di esigere che ogni cittadino apprenda una professione utile" (Art. VIII). In quello stesso anno, fu nominato membro del Comitato di salute pubblica, dove riformò profondamente l'esercito, innalzandone la forza a un milione di soldati. La sua strategia, basata su logistica, mobilità e colpire il nemico dai fianchi, portò a vittorie decisive, tra cui la battaglia di Wattignies (15-16 ottobre 1793).
Tra il 1793 e il 1794, Carnot implementò alcune riforme cruciali: creò un esercito di massa, riorganizzò le forze armate per una guerra totale e adottò una strategia politica per isolare l'Austria e l'Inghilterra, mantenendo la Prussia neutrale. Tuttavia, il contrasto geopolitico tra l'antiprussiano Robespierre e l'antibritannico Carnot culminò nel colpo di Stato del 9 Termidoro (1794). Pur avendo sostenuto il colpo, Carnot non approvò le tendenze reazionarie dei termidoriani. In quell'anno fondò il Politecnico, inizialmente chiamato "École Centrale des Travaux Publiques".
Nel 1795, Carnot abbandonò il Comitato di Salute Pubblica in opposizione alla politica reazionaria di Barras, ma tornò al potere l'11 aprile, diventando membro del Direttorio. Nel 1796 fu eletto Presidente del Direttorio (30 aprile), anno in cui nacque suo figlio, Nicolas Léonard Sadi Carnot (1º giugno). Tuttavia, nel 1797, il colpo di Stato del 18 fruttidoro lo costrinse a lasciare il Direttorio e a rifugiarsi prima in Svizzera e poi in Germania, a Norimberga, dove pubblicò Réflexions sur la métaphysique du calcul infinitésimal.
Nel 1799, Carnot tornò in Francia come Ministro della Guerra, ma si dimise dopo cinque mesi, in disaccordo con Napoleone Bonaparte. Nel 1801 pubblicò De la corrélation des figures de géométrie, dove cercò di ricondurre molti teoremi di Euclide a un unico principio, noto come Teorema di Carnot. Due anni più tardi, continuò i suoi studi con Géométrie de position. Nel 1807 si ritirò a vita privata, ma nel 1809 pubblicò il suo capolavoro, De la défense des places fortes'.
Nel 1814, Carnot fu nominato governatore di Anversa e, l'anno seguente, Ministro degli Interni durante i Cento giorni di Napoleone. Dopo la caduta di Napoleone, nel luglio del 1815, fu esiliato, stabilendosi prima a Varsavia e poi a Magdeburgo. Durante il suo esilio, si dedicò agli studi sulle macchine a vapore (1818). Nel 1821 ricevette la visita di suo figlio Sadi, la cui formazione e ispirazione portarono, tre anni dopo, alla formulazione della seconda legge della termodinamica.
Lazare Carnot morì a Magdeburgo il 2 agosto 1823, lasciando un'eredità intellettuale e politica che influenzò profondamente il pensiero scientifico e militare.

## Studi

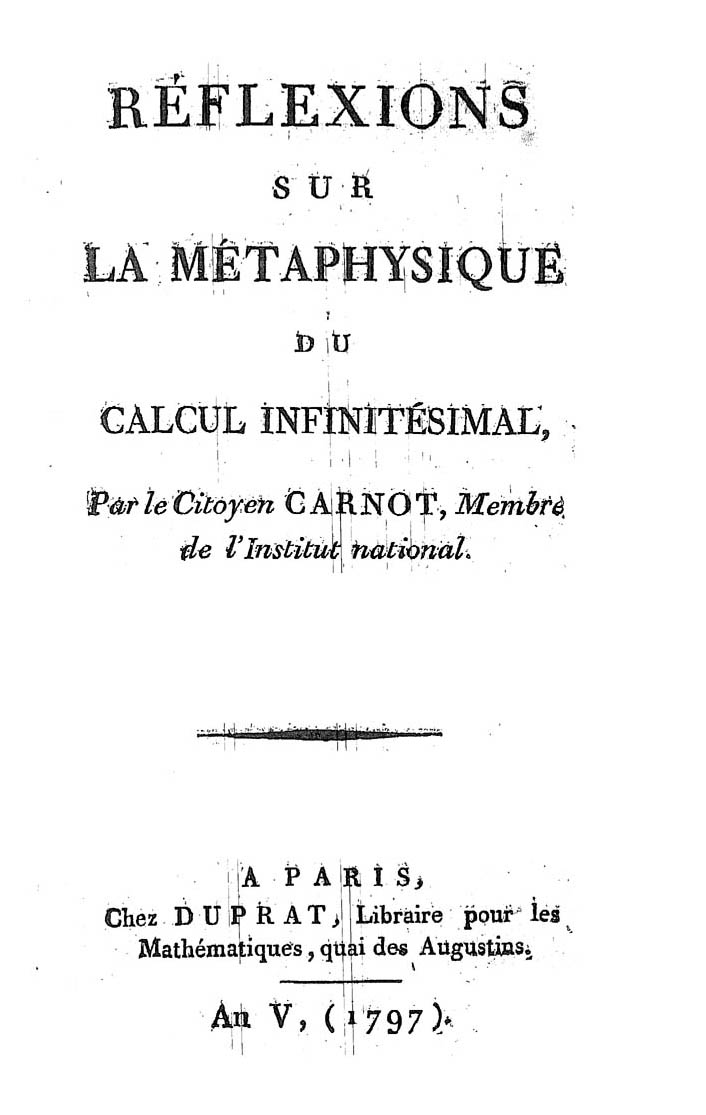
Réflexions sur la métaphysique du calcul infinitésimal, 1797

Sebbene la Francia nel XVII secolo fosse molto sviluppata, la definizione di una chiara economia politica venne soltanto grazie alla combinazione del pensiero di Gottfried Leibniz e Jean-Baptiste Colbert. La fusione delle due linee di pensiero è fondamentalmente ciò che Lazare Carnot rappresenta.
Secondo Leibniz lo scopo dell'economia era quello di assicurare il progresso delle nazioni, attraverso l'avanzamento tecnologico e l'addestramento della forza lavoro. Colbert sviluppò il concetto di un'economia pianificata, e organizzò l'Accademia francese delle scienze, dove Leibniz ebbe l'opportunità di lavorare. Per la prima volta Colbert riunì tutti i maggiori scienziati, li fornì di fondi e collegò le loro scoperte al progresso scientifico. Questo fu il modello che Gaspard Monge e l'allievo Carnot decisero di seguire nel riassestamento dell'economia francese e nella creazione della famosa École polytechnique.
Benjamin Franklin, noto per gli sforzi che compì per assicurarsi il sostegno della Francia nella Rivoluzione Americana, è meno conosciuto per il contributo che fornì nella formazione dei leibniziani francesi, tra cui anche Carnot. Lazare studiò alla scuola dei padri Oratoriani, dove apprese l'opera di Leibniz, prima di continuare i suoi studi sotto la direzione di un altro allievo degli Oratoriani, Gaspard Monge, direttore pedagogico della scuola di ingegneria militare a Mézières. Il suo metodo influenzò un'intera generazione di scienziati europei.
Un fermo repubblicano, Lazare Carnot fu tra coloro che votarono per l'esecuzione di Luigi XVI, e il suo unico desiderio era quello di vedere la Francia abbastanza forte da difendere sé stessa e i propri ideali dagli attacchi degli stati reazionari. Tra il 1783 e il 1784 entrò in contatto con i circoli parigini frequentati da Franklin, e nel suo Essai sur les machines si autodefinì un leibniziano: «la società può progredire soltanto attraverso lo studio scientifico dell'innovazione tecnologica». Da questo punto saldo Carnot si mise alla ricerca della migliore maniera di sfruttare un flusso di energia, stabilendo le basi della termodinamica.
Nello stesso periodo aiutò i suoi amici, i fratelli Montgolfier, negli esperimenti sui palloni aerostatici, infliggendo una dura lezione su coloro che affermavano che l'uomo non potesse imporsi sulle leggi della natura, in primo luogo la forza di gravità.
Successivamente collaborò con Robert Fulton nello studio della propulsione basata sulla macchina a vapore. Grazie a questi esperimenti nacquero poi i concetti di idrodinamica e aerodinamica, che si basavano su una concezione dell'uomo fondamentalmente opposta a quella di Rousseau e Voltaire.
Con Éloge de Vauban e Mémoires sur les places fortes presentò alla Francia di allora le sue prime idee di stampo fortemente repubblicano, da non confondere con un semplice sentimento antimonarchico. Egli infatti non stava attaccando il Re in persona, quanto la classe parassitaria di cui egli amava circondarsi, una nobiltà che non avrebbe fatto altro che ostacolare il progresso dell'economia francese.
È interessante studiare il modello militare di Carnot poiché rappresenta l'approccio repubblicano all'arte della guerra, operato da un uomo che tentò di creare stretti vincoli tra scienza, economia, tecnologia e una vittoriosa strategia militare, campi in cui si dimostrò attivo e concreto.
Già dai suoi lavori giovanili sull'arte della guerra (un esempio è il suo Éloge de Vauban) il luminare enunciava un concetto della stessa studiata da un punto di vista globale, ossia l'utilizzo contemporaneo di una cultura superiore e l'intento di annientare il nemico sotto ogni punto di vista: questa considerazione lo qualifica stratega un gradino più in alto di un qualsiasi brillante tattico. La poca aderenza a questo concetto fu il tallone d'Achille (e ne causò la caduta) di un altro celebre militare, che basava la sua forza sull'immagine di un grande condottiero intento ad accumulare vittorie, oltre che di valente stratega capace di concepire una veduta d'insieme tuttavia molto condizionato dalla ricerca della sua affermazione personale: Napoleone Bonaparte.
Carnot si rese conto presto di non poter ricostruire da zero l'esercito se le decisioni strategiche non venivano prese o non venivano prese correttamente da Danton e dai suoi compari. La prerogativa per vincere era il desiderio politico di volerlo.
Quando Carnot e Prieur de la Côte-d'Or misero mano il 14 agosto 1793 alle operazioni militari, la situazione era disperata: gli Inglesi avevano bloccato Dunkerque, Maubeuge era sotto assedio, Valenciennes era appena capitolata, Lione e Marsiglia si erano ribellate, dell'insurrezione in Vandea non si vedeva fine e Tolone era ad un passo dall'essere espugnata dalla flotta britannica. All'interno invece hebertisti e dantonisti stavano provocando un'ulteriore ondata di Terrore.
Non appena salì al potere, Carnot si circondò dei più illustri scienziati del tempo, con lo scopo di riorganizzare il vettovagliamento e la logistica: non era un caso che provenissero tutti dalla scuola di pensiero di Mézières. Nonostante i frequenti sabotaggi dei sanculotti, in cinque mesi riuscirono a far compiere una svolta alla situazione militare. L'esercito francese diventò un modello (e un incubo) per gli eserciti avversari e per la prima volta le brillanti idee di Machiavelli erano state realizzate su larga scala: la prima milizia di origini repubblicane era stata creata e stava trionfando gloriosamente. Nei mesi seguenti anche la situazione interna cambiò drasticamente, allorché Robespierre fu definitivamente detronizzato grazie alla rivolta termidoriana. Una scazzottata avvenuta negli anni precedenti tra il leader del partito radicale e il matematico evitò a Lazare il patibolo.
Per comprendere meglio il suo lavoro bisogna guardare al metodo che impiegò, piuttosto che ai semplici risultati ottenuti. Per prima cosa, come dimostrano i suoi scritti e le sue vittorie militari, Carnot combatteva seguendo anche una strategia politica. Il suo scopo era annientare l'impero Britannico, ed il più presto possibile; ecco perché concentrò le sue forze nelle battaglie di Dunkerque, Hondschoote e Ostenda (le aree settentrionali sotto il dominio inglese). In secondo luogo, più che cercare lo scontro con Austria e Prussia, tentò di concludere con loro dei trattati di pace.
Il nemico iniziò a notare i cambiamenti introdotti grazie alla riforma dell'esercito nell'ottobre-novembre del 1793: infatti i palloni aerostatici adoperati nella Battaglia di Fleurus, i grandi pezzi di artiglieria pesante e l'ardore delle truppe volontarie (non per questo meno sottoposte a disciplina e competenza) lasciarono di stucco i nemici che non avevano saputo adattarsi alle mutate situazioni belliche. In breve, l'avversario non era riuscito a comprendere in pieno lo spirito che animava un puro esercito repubblicano.
Ma come faceva Carnot ad ottenere tali risultati, quando l'economia e le finanze erano ridotte ad un colabrodo? Egli seguì questa strategia:
1. invece di affrontare battaglie campali con scontro diretto, scelse una guerra di movimento, con l'utilizzo delle manovre di accerchiamento sui fianchi per cogliere di sorpresa l'avversario.
2. accentrò tutte le operazioni sotto la sua supervisione e quella del suo amico Prieur. Fece largo utilizzo di scienziati, e mise le menti più brillanti, come Gaspard Monge, a capo di settori chiave quali la produzione di armi e di mappe.
3. riorganizzò la produzione dei cannoni e delle armi da fuoco, favorendo lo sviluppo di nuove tecnologie al riguardo, e favori la sinergia in battaglia tra artiglieria e fanteria.
4. modernizzò la struttura dell'esercito, riducendo l'importanza della cavalleria, aumentando quella della fanteria e nominando ufficiali esperti al comando dei reparti di volontari, che erano sottoposti ad un duro addestramento prima di un loro utilizzo in battaglia. Diede inoltre molta importanza all'artiglieria ed ai suoi ufficiali. Questo diede modo di mettersi in luce al capitano di artiglieria e futuro generale Bonaparte.
5. fece un inventario di tutte le risorse a disposizione in termini di forza lavoro e capacità produttiva.
6. creò un ufficio di ingegneria militare in cui figuravano ufficiali repubblicani che condividevano le vedute di Enrico IV, Colbert e Leibniz, che includeva anche un reparto di intelligence.
7. coniugò la leva di massa con l'impiego (l'amalgame) di due battaglioni di coscritti/volontari con un battaglione dell'esercito regolare. Questo non diede all'esercito solo più “manovalanza”, ma accelerò anche il processo di apprendimento delle reclute.

Inoltre il suo lato umano gli permise di evitare di creare pericolose ostilità con i civili. Infatti la scelta di non incendiare i villaggi invasi in territorio nemico lo favorì nei rapporti diplomatici.
Tra i limiti che contraddistinsero le sue riforme va specificata la mancanza di tempo per la loro attuazione, che lo portò all'impossibilità di trovare sempre per le sue battaglie generali che avessero compreso a fondo il suo nuovo metodo militare. Chiaramente Carnot incontrò un clima ostile per l'attuazione delle sue riforme. Hebertisti e arrabbiati assoldavano squadre di sanculotti con l'intento di uccidere gli ufficiali designati da Lazare, e mantenevano uno stato di perenne ostilità. È sorprendente notare come non solo egli sopravvisse in un tale contesto, ma addirittura ne uscì vincitore.
Scampato anche al periodo del Terrore, egli poteva agire indisturbato, ma invece di sopprimere le fazioni rivali (fazioni che lo eliminarono nel 1797 dalla scena politica) si preoccupò di stabilizzare le fragili basi della repubblica.
Nel 1797 Paul Barras accusò Lazare di complottare con i realisti ed egli fortunosamente riuscì a sfuggire alla morte rifugiandosi in Svizzera. Con l'ascesa al potere di Napoleone nel 1799, Lazare Carnot fu nominato Ministro della Guerra; gli furono affidati il reclutamento e l'addestramento degli ufficiali e la riorganizzazione dell'esercito francese stanziato in Germania. Tuttavia, a causa dell'impossibilità di orientare Napoleone verso le idee repubblicane, decise di dimettersi nell'ottobre 1800. Dal 1800 al 1804 si dedicò alla trascrizione su carta dei suoi studi. In  questo periodo uscirono Géometrie de position, Sur la corrélation des figures géométriques, Principes fondamentaux de l'équilibre de mouvement e altri manoscritti.
Nel 1814, prima del collasso dell'impero napoleonico, fu nominato governatore di Anversa, città che difese così strenuamente da risultare l'unica a non cadere in mani nemiche. Cercò di distogliere Napoleone dai suoi propositi imperiali, affinché potesse concentrarsi sulla riorganizzazione dello Stato.
Con la resa dell'imperatore dopo Waterloo Carnot guadagnò prestigio, tanto da essere eletto Presidente dell'Assemblea e da poter varare una Costituzione simile a quella degli Stati Uniti d'America, ma il suo tentativo di difendere la capitale dagli invasori britannici fu sabotato da Joseph Fouché, che era in combutta con gli inglesi. All'arrivo di Luigi XVIII, che entrò a Parigi occupandola con le truppe russe e britanniche, ricevette le sue congratulazioni ma il suo destino era già deciso. Nel 1816 fu tra gli espulsi della legge contro i regicidi, per aver votato la condanna a morte di Luigi XVI nel 1793.
L'esilio forzato lo portò a Varsavia e poi Magdeburgo, dove i Prussiani lo accolsero calorosamente, e dove trovò un terreno di coltura propizio per le sue idee. Carnot morì a Magdeburgo nel 1823. Solo nel 1889 la salma venne rimpatriata e inumata a Parigi nel Panthéon.

## Opere

### Opere militari e scientifiche
- Essai sur les machines en général, 1783; riediz. 1786.
- Éloge de M. le Maréchal de Vauban, Dijon et Paris, A. Jombert Jeune, 1784.
- Mémoire présenté au Conseil de la Guerre au sujet des places fortes qui doivent être démolies ou abandonnées, ou Examen de cette question : Est-il avantageux au Roi de France qu'il y ait des places fortes sur les frontières de ses États ?, Paris, Barois l'Aîné, 1789.
- Réflexions sur la métaphysique du calcul infinitésimal, Paris, chez Duprat, 1797.
- De la corrélation des figures de géométrie, 1801.
- Principes fondamentaux de l'équilibre et du mouvement, Paris, de l'imprimerie de Crapelet chez Deterville, libraire, rue du Battoir, n. 16, quartier S. Andre-des-Arcs, 1803.
- Géométrie de position, 1803.
- Essai sur la théorie des transversales, 1806.
- De la défense des places fortes. Ouvrage composé pour l'instruction des élèves du Corps du Génie, Paris, Courcier, 1810.
- Mémoire adressé au roi, 1814.

### Opere letterarie
- « Quelques poésies de Carnot », Almanach des muses, Paris, Delalain, 1786-1791.
- Opuscules poétiques du général L.N.M. Carnot, Paris, Baudoin Fils, 1820.
- Don Quichotte. Poème héroï-comique en 6 chants, Paris, F.A. Brockhaus, 1821.
- Général Lazare Carnot. Poésies, Paris, E. Boulanger, 1894.
- Le Rêve. Ode, 1899.
- Choix de poésies du général L.N.M. Carnot, Paris, Imprimerie E. Baudelet, 1933.

## Nella cultura di massa
Lazare Carnot è stato interpretato dall'attore Leonard Pietraszak nel film Danton (1983) e da Jean-Marie Lemaire nella miniserie televisiva La rivoluzione francese (1989).